# Pascale Mussard
Pascale Mussard (née Siegrist le 15 septembre 1957) est la fondatrice de « Petit h » et la présidente de la Villa Noailles.

## Carrière
Après des études de droit et de commerce à la European Business School de Londres, elle travaille au service export d'un imprimeur commercial. 
Descendante à la sixième génération de Thierry Hermès, elle travaille dans l'entreprise familiale, devient directrice artistique, avant de lancer sa propre branche intitulée « Petit h » en 2010. L'objectif se base sur le principe du surcyclage, le fait de réutiliser les rebuts de la fabrication des collections Hermès pour les transformer en nouveaux produits commercialisables. 
Ses activités dans le domaine artistique l'amènent ensuite à abandonner sa fonction de directrice de « Petit h » pour devenir présidente de la Villa Noailles à Hyères. Elle est également membre du comité artistique de la biennale de Vallauris. 